# Die Vernunftehe
Die Vernunftehe (im englischen Original The Convenient Marriage) ist ein Roman von Georgette Heyer. Er erschien erstmals im Jahr 1934 im Original, die deutsche Erstausgabe im Paul Zsolnay Verlag 1955 in der Übersetzung von Stefanie Neumann. 

## Handlung
Der 35-jährige vermögende Earl of Rule hält um die Hand der 20-jährigen Elizabeth Winwood an. Obwohl sie seit Jahren in Leutnant Edward Heron verliebt ist, sieht sie sich gezwungen, den Antrag anzunehmen, da ihre Familie stark verschuldet ist und ihr Bruder Pelham weitere Schulden anhäuft. Um ihrer Schwester zu helfen, schlägt die 17-jährige, leicht stotternde Schwester von Elizabeth, Horatia, dem Grafen vor, stattdessen sie zu nehmen, da er nicht in Elizabeth verliebt sei und lediglich eine standesgemäße Ehefrau suche. Ihre Familie sei aber auf Rules Geld angewiesen, und sie verpflichte sich, dem Earl während dieser Vernunftehe seine Freiheit zu lassen. Der Earl lässt sich auf diesen Handel ein, da er von Horatias forscher Art entzückt ist, und heiratet sie.
Horatia genießt ihr neues Leben als verheiratete Frau in vollen Zügen, gibt viel Geld für ihre Kleidung aus, macht Spielschulden am Kartentisch und tritt in das eine oder andere Fettnäpfchen. Sie lernt Lord Lethbridge kennen, der Jahre zuvor versucht hatte, mit Louisa, der Schwester des Earls, durchzubrennen. Er verbündet sich mit Lady Caroline Massey, der ehemaligen Mätresse von Rule, um Horatia und somit den Earl bloßzustellen. Rule untersagt seiner Frau den Umgang mit Lethbridge, was dieser nicht behagt, da sie sich nichts vorschreiben lassen möchte. Sie verabredet sich mit ihm auf ein privates Kartenspiel, merkt aber nicht, dass ihr Mann – mit einem Domino bekleidet – dessen Platz eingenommen hat, nachdem er Lethbridge in einen Teich geworfen hat. Als der vermeintliche Lethbridge sie küsst, verlässt Horatia wütend und aufgebracht den Raum.
Der Earl of Rule hat sich inzwischen in seine junge Frau verliebt, doch sie bleibt – obwohl ebenso in ihren Mann verliebt – auf Distanz, weil sie glaubt, dass er weiterhin mit seiner Mätresse liiert sei. Lethbridge wiederum gibt nicht auf, sondern entführt Horatia in sein Haus, wo sie ihn mit einem Schürhaken niederschlägt. Der zufällig vorbeikommende Crosby Drelincourt, der sich – obwohl fast gleichaltrig – als Erben des Earls ansieht, betritt das Haus von Lethbridge durch die offenstehende Haustür und findet auf dem Fußboden eine Brosche, die zum Familienschmuck der Rules gehört. Er steckt die Brosche ein, um seinerseits die junge Frau bei ihrem Mann in ein schlechtes Licht zu setzen. Lethbridge gelingt es, Crosby die Brosche abzunehmen, muss sie aber schließlich nach einem verlorenen Duell an den Earl herausgeben.
Horatia erhält eine Botschaft, dass ihr jemand die Brosche zurückerstatten wird. Da sie glaubt, dass diese Botschaft von Lethbridge stammt, bittet sie ihren Bruder Pelham, Captain Heron und Sir Pommeroy, den Earl abzulenken, damit sie sich von diesem unbemerkt mit dem Überbringer der Brosche treffen kann. Dieser entpuppt sich jedoch als der Earl selbst, und er und Horatia küssen sich leidenschaftlich.

## Personen
- Miss Horatia Winwood
- Lord Marcus Drelincourt, Earl of Rule
- Miss Elizabeth Winwood, ältere Schwester von Horatia
- Miss Charlotte Winwood, ältere Schwester von Horatia
- Mr Arnold Gisborne – Lord Rules Sekretär
- Mrs Theresa Maulfrey – eine Cousine der Winwoods
- Lady Winwood – Mutter der Schwestern Winwood und von Pelham
- Lady Caroline Massey – Mätresse von Lord Rule
- Lord Robert Lethbridge –
- Leutnant Edward Heron –
- Lord Pelham Winwood, Bruder der Schwestern Winwodd
- Sir Roland Pommeroy – Freund von Pelham Winwood
- Crosby Drelincourt – Cousin und Erbe des Earl of Rule
- Lady Louisa Quain – Schwester des Earl of Rule

## Ausgaben
Das Buch erschien seit 1962 in mehreren Verlagen und zahlreichen Auflagen. Allein das bei Rowohlt erstmals 1962 veröffentlichte Taschenbuch hatte insgesamt 16 Auflagen von 205.00 Exemplaren.